# Thiruvananthapuram
Thiruvananthapuram, også kaldet Trivandrum, er hovedstaden og den største by i den indiske delstat Kerala. Byen har et indbyggertal på 957.730 og et indbyggertal på 1,68 million med nærliggende forstæder. Thiruvananthapuram er et af Indiens centre for softwareudvikling og byen bidrager med 70% af Keralas softwareeksport.